# Манастир Светог Саве (Голија)
Манастир Голија се налази на планини Голији, у близини Никшића, у Црној Гори. Припада Епархији будимљанско-никшићкој Српске православне цркве.

## Предање и прошлост
Манастир Светог Саве у Голији је изградио и завјештао Српској православној цркви никшићки привредник Миодраг Дака Давидовић.
Камен темељац за манастирску цркву и конак положен је у августу 2005. године, а манастир је освештао Његова Светост Патријарх српски Господин Иринеј са више архијереја Српске православне цркве 13. маја 2012. године.